# Carlingford Lough
Carlingford Lough (en irlandais : Loch Cairlinn) est un estuaire sur l'île d'Irlande, séparant le comté de Louth en Irlande de l'Irlande du Nord, et constituant ainsi l'extrémité Est de la frontière entre l'Irlande et le Royaume-Uni. Le lough constitue l'embouchure du fleuve Newry et de son canal qui la relie à la ville britannique voisine de Newry.
Il est fameux pour la pêche, le nautisme et les croisières.

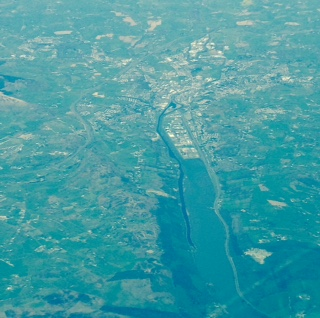
Vue aérienne.
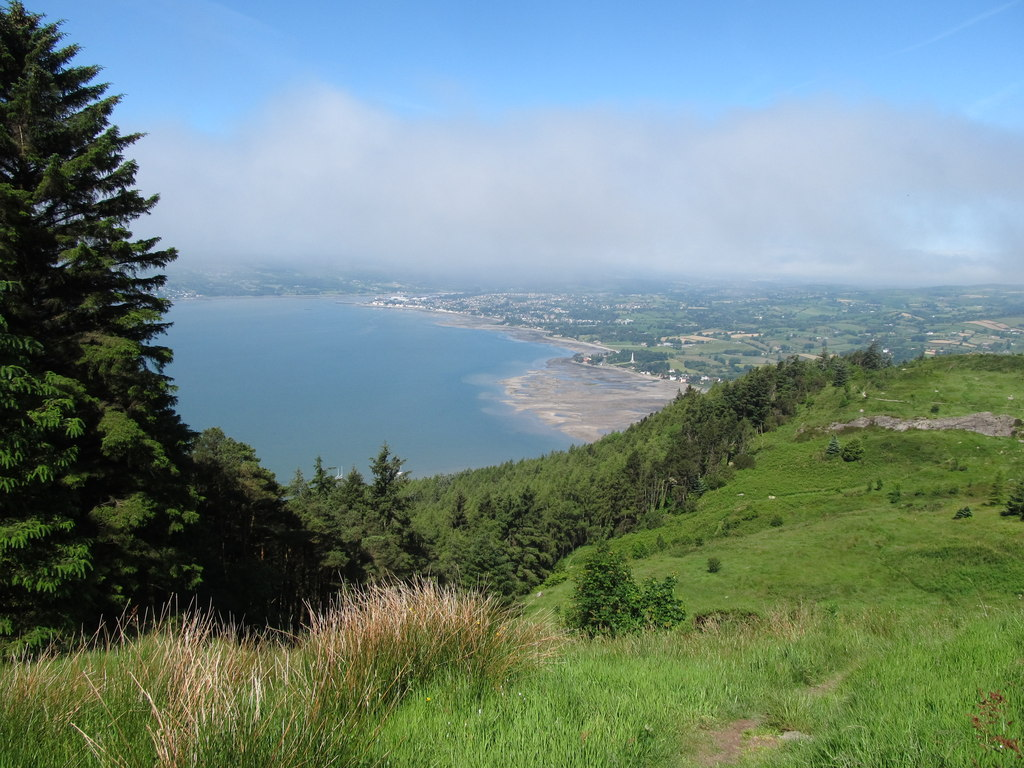
La forêt de Rostrevor sur la rive nord du Carlingford Lough.